# Atelopus franciscus
Atelopus franciscus is een kikker uit de familie padden (Bufonidae) en het geslacht klompvoetkikkers (Atelopus). De soort werd voor het eerst wetenschappelijk beschreven door Jean Lescure in 1974.
Atelopus franciscus leeft in delen van Zuid-Amerika en komt endemisch voor in Frans-Guyana. De kikker is bekend van regenwouden in laaggelegen gebieden. De soort komt in een relatief klein gebied voor en is hierdoor kwetsbaar. Door de internationale natuurbeschermingsorganisatie IUCN wordt de soort beschouwd als 'kwetsbaar'.
Atelopus franciscus is in delen van het areaal een algemene soort. De eieren worden in snelstromende wateren afgezet waarin de larven zich ontwikkelen. De larven hechten zich vast aan de rotsen.